# أردين

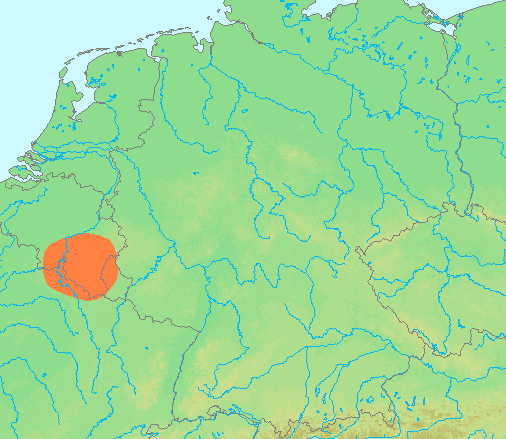
موقع الأردين بين بلجيكا ولوكسمبورغ وفرنسا.

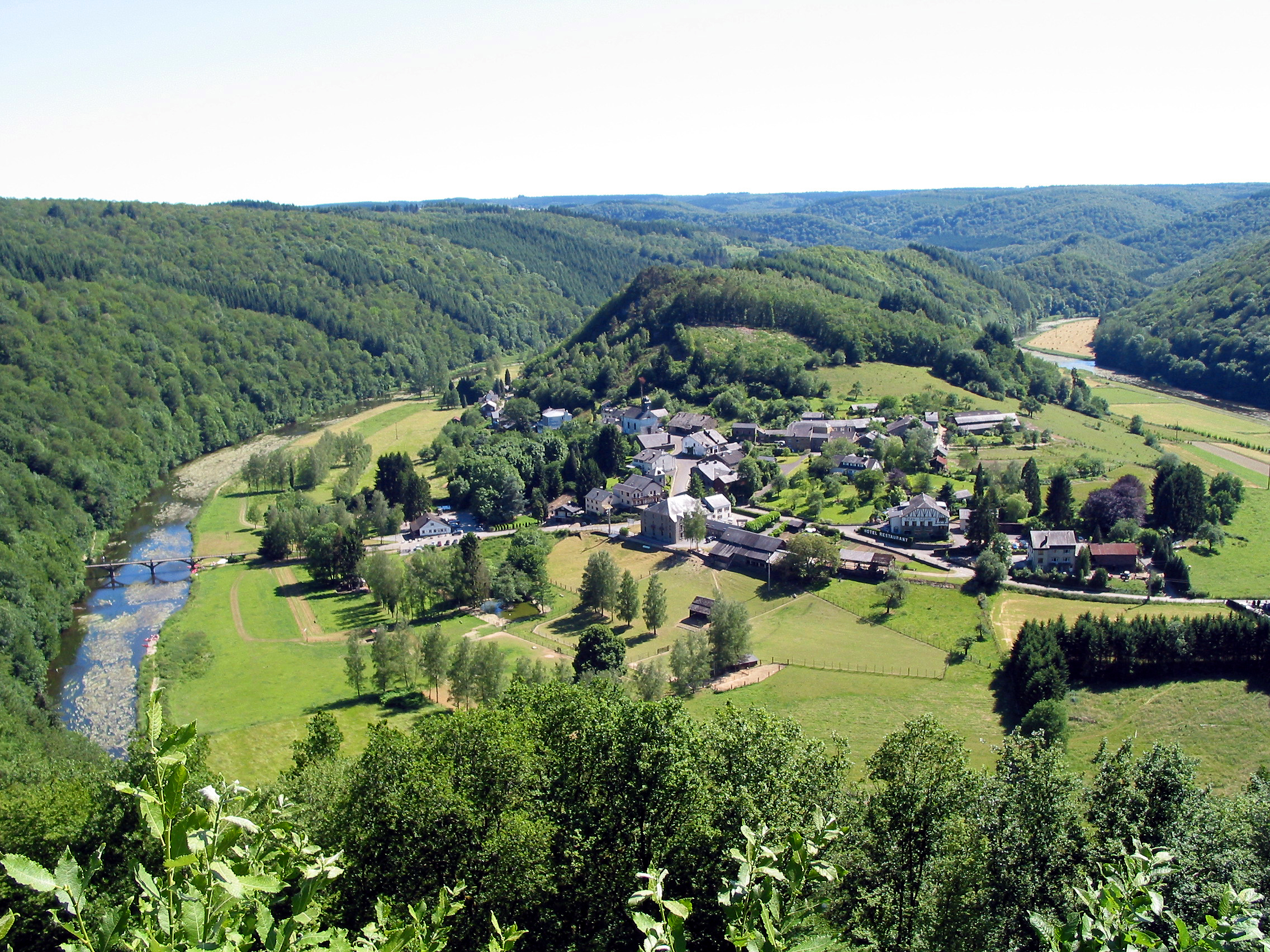
منطقة الأردين في بلجيكا.

الأردين (بالفرنسية: Ardennes)‏ منطقة غابات تقع بين بلجيكا ولوكسمبورغ وفرنسا. شهدت المنطقة إحدى أواخر معارك الحرب العالمية الثانية في نهاية عام 1944 وبدايات عام 1945 والمعروفة بمعركة الثغرة. يخترقها نهر الميز أحد روافد نهر الراين.